# Anamnesis

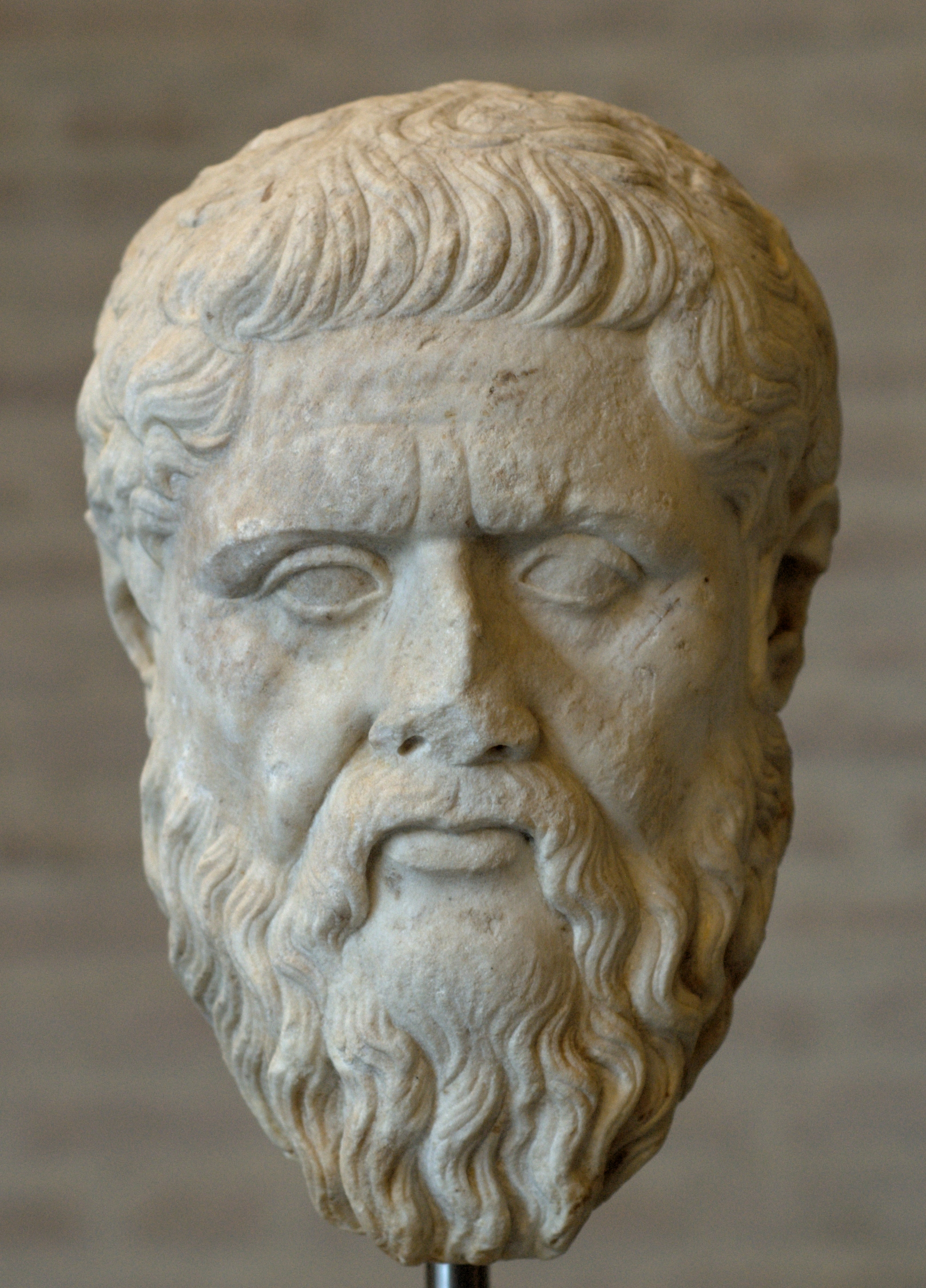
Platon (römische Kopie des griechischen Platonporträts des Silanion, Glyptothek München)

Anamnesis (auch Anamnese, altgriechisch ἀνάμνησις anámnēsis, deutsch ‚Erinnerung‘) ist ein zentrales Konzept in Platons Erkenntnistheorie und Seelenlehre, dem zufolge alles Wissen in der unsterblichen Seele immer schon vorhanden ist, aber bei der Geburt vergessen wird. Den metaphysischen Hintergrund bildet die Präexistenzlehre, die besagt, dass die Seele schon vor der Entstehung des Körpers existiere und über geistige Fähigkeiten verfüge. Nach dieser Theorie erschafft der menschliche Intellekt kein neues Wissen, sondern erinnert sich nur an Vergessenes. Somit beruht jede Erkenntnis auf Erinnerung. Das Wissen steht der Seele zwar immer potentiell zur Verfügung, sie hat aber für gewöhnlich keinen Zugriff darauf. Ein Zugang entsteht, wenn das vergessene Wissen durch äußere Anstöße wieder in das Bewusstsein zurückgerufen wird. Durch die Anstöße, die ein Lehrer gezielt gibt, erinnert sich die Seele des Lernenden an etwas, das ihr eigentlich bereits vertraut ist. Platon erörtert das Anamnesis-Konzept in den Dialogen Menon, Phaidon und Phaidros.
Den Ursprung des latenten Wissens verortete Platon gemäß seiner Ideenlehre im transzendenten Bereich der Ideen. Mit seinem Anamnesis-Konzept gab er den Anstoß zur philosophischen Auseinandersetzung mit dem Problem einer apriorischen – von der sinnlichen Erfahrung unabhängigen – Erkenntnis. In der Frühen Neuzeit drehte sich die Debatte um die umstrittene Annahme angeborener Ideen. Dabei wurde die antike Erinnerungslehre zwar verworfen, aber die Existenz von Vorstellungen, die zu einer ursprünglichen Ausstattung des menschlichen Geistes gehören, von manchen Denkern verteidigt. Das Gegenkonzept bietet der Sensualismus, der alle Erkenntnis auf die passive Aufnahme von Sinnesdaten zurückführt.

## Anamnesis in der Seelenlehre Platons

### Voraussetzungen
Die Auffassung von der Seele, die Platon in seinen literarisch gestalteten Dialogen von seinem Lehrer Sokrates darlegen und begründen lässt, kann mit seiner eigenen Position gleichgesetzt werden. Dieser Auffassung zufolge ist die menschliche Seele präexistent und unsterblich, das heißt, sie existiert sowohl vor der Entstehung des Körpers als auch nach dessen Tod. Nach der Seelenwanderungslehre ist sie nicht von Natur aus mit einem bestimmten Körper verbunden, sondern bewohnt und beseelt nacheinander viele Körper unterschiedlicher Art, macht also zahlreiche irdische Leben durch. In der Zeit zwischen zwei irdischen Leben ist sie körperlos und hält sich in einem jenseitigen Bereich auf.

### Anamnesis als Wiedererlangung eines „ureigenen Wissens“
In der Zeit ihrer Körperlosigkeit erhält die Seele Gelegenheit, an einem „überhimmlischen Ort“ die Ideen, die absoluten, zeitunabhängig bestehenden Urbilder aller Einzeldinge, zu betrachten. Da sich diese Wahrnehmung auf die Ideen selbst richtet und nicht auf die ihnen nur ähnlichen Objekte der Sinnesorgane, ist sie nicht mit der Unsicherheit und den Mängeln der täuschenden Sinneswahrnehmungen behaftet. Vielmehr handelt es sich um eine unmittelbare und irrtumsfreie Wahrnehmung des wirklich Seienden, der eigentlichen Realität. Die Objekte dieser Wahrnehmung sind ausschließlich unwandelbare Gegebenheiten; kontingente Sachverhalte gehören nicht zu diesem „ureigenen Wissen“ der Seele. Im Lauf ihrer Aufenthalte auf der Erde und in der Unterwelt hat die Seele aber auch Kenntnis von vielen einzelnen kontingenten Dingen erlangt, und auch diese Kenntnis bleibt in ihr latent erhalten. Die Betrachtung der kontingenten Einzeldinge kann in der Seele Erinnerungen an die Ideen, deren Abbilder die Dinge sind, hervorrufen.
Während eines irdischen Lebens hat die Seele keinen unmittelbaren Zugang zu dem Ideenwissen, über das sie vor diesem Aufenthalt in einem Körper verfügte. Es bleibt aber immer latent in ihr vorhanden, und sie behält grundsätzlich die Fähigkeit, sich daran zu erinnern. Diese Fähigkeit wird aktiviert, wenn die Seele einen Anstoß erhält, der sie zur Suche nach verlorenem Wissen veranlasst. Der Anstoß kann von Sinneseindrücken ausgehen, die einer begrifflichen Deutung bedürfen, oder auch von einer zum Nachforschen anregenden Unterredung. Da die Natur ein einheitliches Ganzes bildet, das der Seele in seiner Gesamtheit vertraut ist, kann jede Beobachtung und jeder Hinweis einen solchen Anstoß geben und eine Erinnerung an eine bestimmte vergessene Einzelheit auslösen. Von dieser Erinnerung aus kann der Zugang zu anderen Einzelheiten und letztlich zu allem vorübergehend eingebüßten Wissen gewonnen werden. Die einzige Voraussetzung dafür ist die nötige Beharrlichkeit. Jede Erkenntnis, jedes Lernen ist für den platonischen Sokrates nichts als Wiedererinnerung. Die Annahme, dass alles Lernen ein Wiederentdecken sei, eine Reaktivierung von bereits vorhandenem Wissen, soll erklären, wie man dazu kommt, etwas scheinbar völlig Unbekanntes zu suchen und zu finden, auch wenn man zu Beginn der Suche nicht einmal zu wissen scheint, was deren Ziel ist.
Insbesondere will Platon mit dem Anamnesis-Konzept begreiflich machen, wie man von der Welt der Sinne aus zur Erkenntnis von nicht Sinnlichem vorstoßen kann. Er erläutert dies anhand des Beispiels der Gleichheit. Es soll erklärt werden, wie der Begriff des „Gleichen“ zustande kommt, wie also die Gleichheit, in Platons Ausdrucksweise „das Gleiche selbst“, vom Verstand erfasst wird. Den Ausgangspunkt eines darauf bezogenen Erkenntnisprozesses bildet die Wahrnehmung einzelner Objekte, wie Hölzer oder Steine, die einander gleichen. Einzelne Objekte derselben Art sind einander mehr oder weniger ähnlich, doch niemals absolut gleich, denn es gibt immer auch Aspekte, unter denen sie verschieden sind. Somit ist jede sinnlich wahrnehmbare Gleichheit relativ, es liegt stets eine Mischung von Gleichsein und Ungleichsein vor. Die Sinnesobjekte sind also hinsichtlich des Gleichseins defizitär, ihnen fehlt diesbezüglich immer etwas. Durch diesen Mangel unterscheiden sie sich von „dem Gleichen selbst“, dem Prinzip der Gleichheit, das als solches absolut ist und keinerlei Ungleichheit in sich aufweisen kann. Das absolute Gleichsein ist eine Denknotwendigkeit; es muss dem Menschen gedanklich präsent sein, denn es bildet den Maßstab zur Bestimmung relativer Gleichheit. In der Welt der nur mangelhaft gleichen Dinge kommt es aber nirgends vor. Damit stellt sich die Frage, wie die Erkenntnis der Mangelhaftigkeit überhaupt möglich ist, denn sie setzt das Konzept eines nicht mangelhaften Gleichseins voraus. Da ein perfektes Gleichsein nirgends sinnlich wahrgenommen werden kann, ergibt sich für Platon die Folgerung, dass ein solches Konzept nur durch eine Wiedererinnerung ins Bewusstsein treten kann. Die Wiedererinnerung ist demnach die Voraussetzung dafür, dass im menschlichen Geist der Begriff der Gleichheit gebildet wird. Sie muss sich auf einen Bereich jenseits der Sinnesobjekte beziehen, der von Mängeln prinzipiell frei ist und in dem somit Vollkommenheiten wie vollkommene Gleichheit existieren. Dieser Bereich ist die Ideenwelt.
Umstritten ist die Hypothese von Dominic Scott, wonach Platon zwischen zwei Arten von Informationsverarbeitung durch menschliches Denken unterscheidet: der ausschließlich auf die Ideen gerichteten Anamnesis, die allein dem Philosophen vorbehalten bleibt, und der gewöhnlichen, nichtphilosophischen Auswertung von Sinneseindrücken, die keines Rückgriffs auf Anamnesis bedarf, sondern auf Konzepten basiert, die nur mittels Sinneserfahrung gewonnen wurden. Daraus ergibt sich eine markante Diskontinuität zwischen philosophischem und nichtphilosophischem Denken. Die Gegenposition ist die traditionelle Lehrmeinung der Philosophiehistoriker, die Thomas Williams und Charles H. Kahn gegen Scott verteidigen. Ihr zufolge besteht für Platon zwischen philosophischem und nichtphilosophischem Denken Kontinuität und Anamnesis spielt bei allen Denkvorgängen eine mehr oder weniger wesentliche Rolle.
Die Anamnesis im Rahmen eines philosophischen Gesprächs ist nicht ein punktuelles Ereignis, mit dem der Schritt vom Nichtwissen zum Wissen vollzogen wird, sondern ein auf Argumente gestützter diskursiver Erkenntnisprozess, wobei Platons Dialektik angewendet wird. Dabei verwandelt sich eine bloße richtige Meinung in Verstehen, über welches man Rechenschaft ablegen kann. Allerdings bezeichnet Platon in anderem Zusammenhang den letzten Schritt eines Erkenntnisprozesses, den Einblick in die Ideenwelt, als „plötzlich“.

### Anamnesis und die Präexistenz und Unsterblichkeit der Seele
Aus der Fähigkeit zur Anamnesis, sofern sie tatsächlich vorhanden ist, ergibt sich als Folgerung nur die Existenz eines Wissenssubjekts vor der Entstehung des Körpers, nicht aber die Unsterblichkeit der Seele. Die Unsterblichkeit leitet Platon aus anderen Überlegungen ab. Die Annahme, dass die Seele ihr Wissen aus einer vorgeburtlichen Existenz mitgebracht hat, ergänzt er im Phaidon dahingehend, dass die Seele nach dem Tod in die körperlose Daseinsweise zurückkehre, in der sie sich vor ihrer Verbindung mit dem Körper befunden habe. Der Eintritt in einen Körper und der Tod als Verlassen dieses Körpers seien gegenläufige Bewegungen, die einander zyklisch ablösten. So erscheint die Anamnesis als Bestandteil eines Gesamtmodells der Seelenlehre, das auf der Vorstellung der Unsterblichkeit und der Wiedergeburt beruht.
Im Phaidon argumentiert Sokrates gegen die Meinung, die Seele sei eine Harmonie oder Stimmung, ein harmonisches Mischungsverhältnis bestimmter Eigenschaften, auf deren richtiger Kombination das Dasein des belebten Körpers beruhe. Eine so aufgefasste Seele wäre notwendigerweise ebenso wie der Körper, mit dessen Tod auch das Mischungsverhältnis seiner Eigenschaften endet, in der Zeit entstanden und vergänglich. Sokrates weist darauf hin, dass ein solches Verständnis der Seele mit dem Anamnesis-Konzept unvereinbar ist.

## Demonstration der Anamnesis im DialogMenon
Zur Demonstration der Anamnesis führt Sokrates im Menon einen Sklaven, der über kein mathematisches Schulwissen verfügt, zur Lösung eines geometrischen Problems (Verdoppelung des Quadrats). Dabei legt der Philosoph großen Wert darauf, nicht zu lehren, sondern den Sklaven nur durch Fragen zu eigenen Gedanken anzuregen, die schließlich zum Verständnis des geometrischen Sachverhalts führen. Damit will Sokrates seine Behauptung beweisen, dass die Erkenntnis auf einer vorgeburtlichen Einsicht beruht, die der Sklave entweder immer besessen oder zu einem bestimmten Zeitpunkt vor seinem jetzigen Leben erworben hat.
Ein vermeintliches Wissen des Sklaven, der glaubt, durch Verdoppelung einer Quadratseite die Fläche verdoppeln zu können, erweist sich als falsch. Die Einsicht in diesen Irrtum zeigt ihm sein Nichtwissen. So gerät er in eine Aporie (Ratlosigkeit). Durch weitere Befragung gelangt er aber zur Lösung: Die Diagonale des gegebenen Quadrats ist die Seite des gesuchten. Dies deutet Sokrates als Erinnerungsprozess; der Sklave habe nur seine eigenen Vorstellungen dargelegt und sei trotz seiner anfänglichen Unwissenheit in der Lage gewesen, richtige Vorstellungen, die in ihm waren, aus sich selbst hervorzuholen. Somit handle es sich nicht um Belehrung, sondern um Erinnerung. Durch entsprechende Anregung könne ein Nichtwissender dazu gebracht werden, selbst einen Zugang zu einem in ihm verborgenen Wissen zu finden, das nicht der Erfahrungswelt seines gegenwärtigen Daseins entstamme. – Die Demonstration im Menon illustriert, wie Platon sich den Erkenntnisgewinn durch Anamnesis vorstellt. Die Vorgehensweise des platonischen Sokrates zielt darauf ab, den Vorgang der Erinnerung auszulösen. Sein beharrendes Fragen verhilft seinem Gesprächspartner dazu, vorgefasste Meinungen aufzugeben und sich daran zu erinnern, wie es sich in Wahrheit verhält. Dabei wird ein bereits vorhandenes, aber zunächst dem Bewusstsein unzugängliches Wissen freigelegt. Der Weg von einer unüberprüften Meinung zu wirklichem Wissen kann allerdings nicht mit einem einzelnen Erinnerungsvorgang zurückgelegt werden, vielmehr sind zur Überwindung des Vergessens anhaltende Bemühungen erforderlich.

## Anamnesis und Aporie
Einen Hinweis darauf, dass Anamnesis stattfindet, bieten für Platon bereits die Erfahrungen, die sich bei der mühsamen Erkenntnissuche einstellen. Wenn man philosophisch Wahrheit zu ergründen versucht, entdeckt man zunächst die Fragwürdigkeit der Meinungsbildung aufgrund von unzuverlässigen Sinneswahrnehmungen, nicht hinterfragten Vorstellungen und naiven Folgerungen. So stößt man auf das eigene Nichtwissen und wird ratlos, man gerät in die Aporie. Schon dabei ist nach Platons Verständnis die Anamnesis latent am Werk, ohne als solche bewusst zu werden. Vorgänge wie das Begreifen des eigenen Nichtwissens und das Wahrnehmen der eigenen Ratlosigkeit sind nur möglich, weil ein unbewusster Bezug zum Bereich des Absoluten, wo diese Mängel nicht bestehen, von vornherein gegeben ist und eine konfuse Erinnerung daran vorhanden ist. Ohne eine solche Verbindung zur Ideenwelt gäbe es keinen Impuls zu philosophischer Suche. Im Verlauf der Erkenntnisbemühung, die von diesem Impuls ausgelöst wurde, gelangt der Philosoph dann zum Bewusstwerden der Anamnesis selbst. Indem er begreift, dass sein Erkennen ein Erinnern ist und dass die Inhalte der Erinnerung in seinem Geist vorhanden und dort prinzipiell zugänglich sind, schafft er die theoretische Grundlage für Wissenschaft im platonischen Sinn.

## Die Frage nach dem Wahrheitsanspruch
Die Argumentation Platons konzentriert sich darauf, das Wissen als etwas in der Seele bereits Angelegtes zu erweisen. Wie die Seele im vorgeburtlichen Zustand dazu gelangt ist und wo der Anfang dieses Wissens liegt, wird nicht näher ausgeführt. Dadurch rückt das Anamnesis-Konzept – eine fertig ausgearbeitete Anamnesis-Lehre bieten die Dialoge nicht – in die Nähe der platonischen Mythen. Platon setzt in den Dialogen Mythen als didaktische Mittel ein, ohne ihre Wahrheit im buchstäblichen Sinn als gesichert darzustellen. Damit stellt sich die Frage, inwieweit bzw. in welchem Sinne Platon für die in den Dialogen vorgetragenen Konsequenzen aus der Anamnesis-These einen Wahrheitsanspruch erhoben hat. Darüber gehen die Ansichten in der Forschung auseinander. Eine Reihe von Gelehrten meint, die Zurückführung der Erkenntnisfähigkeit auf eine eigenständige vorgeburtliche Existenz der Seele sei nur eine Argumentationshilfe, deren Wahrheitsgehalt offen bleibe, oder sei überhaupt nur metaphorisch und nicht metaphysisch zu verstehen. Für diese Auffassung wird geltend gemacht, dass Platon bei der philosophischen Bewertung mythischer Aussagen Zurückhaltung erkennen lässt; auch in anderem Zusammenhang weicht er der Frage nach der Wahrheit des Mythos aus und vermeidet eine Festlegung auf ein wörtliches Verständnis. Auch wird darauf hingewiesen, dass die Annahme eines vorgeburtlichen Wissens der Seele die Frage nach dessen anfänglicher Entstehung nicht beantwortet, sondern das Problem nur zeitlich verlagert, so dass ein infiniter Regress droht. Theodor Ebert meint, Platon lasse das Wiedererinnerungs-Argument nur von Dialogteilnehmern erörtern, stehe aber selbst nicht dahinter. Er betrachte das Lernen nicht wirklich als ein Wiedererinnern, sondern es gehe ihm nur um einen Vergleich zwischen dem Vorgang des Wiedererinnerns, bei dem man zuerst erkennen muss, dass man etwas vergessen hat, und einem Lernvorgang, der voraussetzt, dass man begriffen hat, dass man sich noch in Unkenntnis befindet. Sang-In Lee sieht das Wesentliche des Anamnesis-Konzepts in dem erkenntnistheoretischen Grundsatz, dass die Erkenntnis eines einzelnen, komplexen Sachverhalts immer durch Rückgriff auf eine bereits vorhandene allgemeinere Einsicht gewonnen werde.
Gegen solche „entmythologisierende“ Deutungen spricht aber der Umstand, dass im Phaidon ein Gesprächspartner die Wiedererinnerung als Argument für eine körperfreie Existenz der Seele anführt, also für eine metaphysische Position, die Platons eigener Überzeugung entspricht. Bei einem Verständnis der Anamnesis als bloße Metapher oder didaktisches Hilfsmittel ergäbe eine solche Argumentation keinen Sinn. Das Anamnesis-Konzept wird im Phaidon auch ausdrücklich als Auffassung des Sokrates bezeichnet; daher ist davon auszugehen, dass Platon es gutheißt.
Wegen des engen Zusammenhangs zwischen der Anamnesis-Hypothese und der Ideenlehre konnte für die Wiedererinnerung ein Wahrheitsanspruch nur erhoben werden, wenn die Wahrheit der Ideenlehre vorausgesetzt wurde. Die Forschungsdebatte über die Frage, ob Platon hinsichtlich der Ideenlehre durchgängig eine kohärente Sichtweise vertreten oder seine Position geändert hat, betrifft somit auch die Bedeutung der Anamnesis in seiner Philosophie. Falls er, wie manche Forscher meinen, in seiner letzten Schaffensperiode die Ideenkonzeption aufgegeben oder zumindest einen gravierenden Revisionsbedarf gesehen hat, musste sich dies auch auf sein Verhältnis zur Anamnesis-Hypothese auswirken.

## Rezeption

### Antike

#### Nichtchristliche Philosophie
Als Aristoteles in seiner Jugend noch ein Anhänger der Lehre Platons von der Unsterblichkeit der Seele war, verfasste er den Dialog Eudemos oder Über die Seele, in dem er die Anamnesis-Theorie verteidigte. Dort verglich er den Eintritt der Seele in den Körper mit einer Erkrankung und wies darauf hin, dass Krankheit in manchen Fällen zu einem Gedächtnisverlust führe. Da das körperfreie Leben der Seele naturgemäß sei, das Leben im Körper hingegen naturwidrig und insofern einer Krankheit vergleichbar, sei es einleuchtend, dass die Seele bei der Geburt ihr Wissen verliere. Auch später hielt Aristoteles an dem Konzept des Erkennens auf der Grundlage eines bereits gegebenen Wissens fest: In seinen Analytica posteriora, in denen er seine Methoden- und Wissenschaftslehre darlegte, begann er seine Ausführungen mit den Worten: Jede Unterweisung und jedes verständige Erwerben von Wissen entsteht aus bereits vorhandener Kenntnis. Dies gelte sowohl für die mathematischen Wissenschaften als auch für alle übrigen, sowohl für Deduktion als auch für Induktion. Jede Argumentation müsse von etwas bereits Bekanntem ausgehen. Allerdings bezog Aristoteles das vorexistierende Wissen nicht auf die Ideen, da er nach seiner Trennung von der Platonischen Akademie die Ideenlehre und die individuelle Unsterblichkeit der Seele ablehnte.
Die antiken Platoniker folgten der Auffassung Platons. In anderen Philosophenschulen (Peripatetiker, Stoiker, Epikureer) hingegen fand das Anamnesis-Konzept keinen Anklang, da diese Richtungen weder die Ideenlehre noch die Unsterblichkeit der Seele vertraten; dort wurden alternative Modelle zur Erklärung von Lernvorgängen entwickelt.
Im 2. Jahrhundert verfasste der Mittelplatoniker Maximos von Tyros einen Vortrag mit dem Titel Ob die Erkenntnisse Erinnerungen sind. Darin stellte er das platonische Anamnesis-Konzept dar, beschrieb die Bedingungen und Formen der Erinnerung und illustrierte seine Ausführungen mit Beispielen aus der Philosophiegeschichte und den Dichtungen Homers.

#### Christentum
Im frühen 3. Jahrhundert übte der christliche Schriftsteller Tertullian fundamentale Kritik am Anamnesis-Konzept. In seiner Schrift De anima (Über die Seele) versuchte er die platonische Seelenlehre durch den Nachweis logischer Fehlerhaftigkeit zu diskreditieren und damit die Überlegenheit seiner eigenen Anthropologie zu zeigen. Dabei war sein Ziel, die „Häretiker“ zu widerlegen, deren Seelenvorstellungen nach seinen Worten auf der Lehre Platons fußen. Als Häretiker (Irrgläubige) betrachtete er die gnostisch beeinflussten christlichen Theologen, gegen die er zu polemisieren pflegte. Ihnen wollte er mit seiner antiplatonischen Beweisführung den Boden entziehen. Tertullian stellte die Anamnesis-Lehre vereinfachend dar, um sie wirksamer bekämpfen zu können. Er verwendete eine terminologisch irreführende Wortwahl, und wichtige Aspekte der Gegenposition sind bei ihm ausgeblendet. Seine Ausführungen zur Sache beginnen mit den Worten: „Vor allem werde ich nicht zugeben, dass die Seele imstande sei zu vergessen.“ Gemeint ist hier die Seele im Sinne des von Tertullian abgelehnten platonischen Verständnisses. Im Wesentlichen werden in De anima drei Argumente gegen die Anamnesis vorgebracht: Erstens weist Platon der Seele eine hohe Stufe der Göttlichkeit zu, indem er ihr göttliche Eigenschaften wie Ungewordenheit, Unzerstörbarkeit, Unkörperlichkeit, Einförmigkeit und Vernunft zuschreibt. Wenn sie alle diese Eigenschaften besäße, könnte sie nicht plötzlich vergessen und ein ganzes Leben lang mit der mühevollen Aufgabe der Anamnesis belastet sein. Zweitens könnte sie die Kenntnis der Ideenwelt nicht einbüßen, wenn sie ein solches Wissen von Natur aus besäße. Drittens könnten sich irdische Gesetzmäßigkeiten wie die Zeit oder körperliche Beschaffenheiten nicht auf das Vergessen auswirken, wenn die Seele göttlich wäre. – Dem platonischen Seelenmodell setzte Tertullian das seinige entgegen. Diesem zufolge ist die Seele nicht wie im Platonismus eine sich selbst bewegende geistige Substanz, sondern körperlich. Ihre Vergesslichkeit ist ein Gebrechen, an dem sie leidet, weil sie nicht immateriell und göttlich, sondern stofflich ist. Sie ist zwar wegen ihrer besonderen körperlichen Beschaffenheit unsichtbar, hat aber alle Eigenschaften eines Körpers und tritt erst dadurch in die Existenz, dass sie in einem körperlichen Zeugungsakt vom Vater auf das Kind übertragen wird (Traduzianismus).
Unter den Christen der Spätantike waren die Meinungen geteilt. Der Schriftsteller Arnobius der Ältere wandte sich in seiner Schrift Adversus nationes („Gegen die Heiden“) gegen die Anamnesis-Theorie, wobei er in Anknüpfung an Platons Höhlengleichnis eine Höhlengeschichte als Gedankenexperiment vortrug. Er stellte sich einen abgeschlossenen bewohnbaren Raum vor, in dem ein einzelner Mensch heranwächst, der von einer immer schweigenden Amme mit Nahrung versorgt wird. Wenn der in völliger Einsamkeit Aufgewachsene erwachsen ist, kommt er zum ersten Mal heraus und wird über seine Herkunft und Lebensgeschichte und über ihm bisher völlig unbekannte Dinge befragt. Dabei erweist er sich als hilflos, zumal er gar nicht reden kann. Mit diesem Gedankenexperiment wollte Arnobius zeigen, dass die Seele von Natur aus über kein ureigenes Wissen verfüge, das latent in ihr vorhanden sei und an das sie sich erinnern könne. Allerdings übersah Arnobius, dass der „spätantike Kaspar Hauser“ die an ihn gestellten Fragen nicht beantworten kann, weil er sie gar nicht versteht, ja nicht einmal merkt, dass es Fragen sind, die an ihn gerichtet werden, und dass von ihm Antworten erwartet werden. Da nach Platons Konzept Sprachkenntnis kein Inhalt des vorgeburtlichen Ideenwissens der Seele ist, kann das Gedankenexperiment mit einem Sprachunkundigen die Anamnesis-Theorie nicht widerlegen. Stark neuplatonisch orientierte Christen wie Nemesios von Emesa und Boethius akzeptierten die Präexistenz der Seele und auch die Anamnesis.

### Frühe Neuzeit
In der Frühen Neuzeit erörterten Philosophen wie René Descartes, John Locke und Gottfried Wilhelm Leibniz sowie die „Cambridger Platoniker“ Henry More und Ralph Cudworth die Frage, inwieweit Wissen a priori möglich ist. Damit setzten sie die Auseinandersetzung mit der von Platon aufgeworfenen Frage nach einem nicht aus Sinneswahrnehmung abgeleiteten, sondern dem menschlichen Geist inhärenten Wissen fort. Umstritten war, ob es „angeborene Ideen“ (lateinisch ideae innatae) gibt, das heißt Vorstellungen, die nicht durch Erfahrungen erworben sind und somit nicht-empirische Elemente der Wissensbildung darstellen. Gemeint war im Anschluss an die platonische Anamnesis-Theorie ein Vorherwissen des Allgemeinen, das im „Wiedererkennen“ des Besonderen zum Ausdruck kommt. Vertreter sensualistischer Modelle bestritten die Existenz solcher Bewusstseinsinhalte.
Descartes lehnte die Anamnesis in ihrer ursprünglichen platonischen Form ab, nahm aber der Seele eingeborene Wahrheiten an, an die sie sich erinnern könne. Nach seiner Auffassung gibt es unzählige Einzelheiten hinsichtlich der Gestalten, der Zahl, der Bewegung und dergleichen, deren Wahrheit so offenkundig ist und so sehr meiner Natur entspricht, dass ich, wenn ich sie zum ersten Mal entdecke, nichts Neues kennenzulernen meine, sondern mich nur dessen zu erinnern, was ich längst schon wusste, oder erstmals aufmerksam zu werden auf etwas, was längst schon in mir war, wenngleich ich früher den Blick meines Geistes nicht darauf gerichtet habe.
Leibniz lehnte die metaphysische Vorstellung der Wiedererinnerung ab, da sie zu einem infiniten Regress führe, akzeptierte aber Platons Ansatz als Konzept des logischen Apriori. Er bevorzugte die Anamnesislehre gegenüber dem alternativen sensualistischen Modell der Tabula rasa, dem zufolge es keine angeborenen Ideen gibt und die alleinige Basis der Erkenntnis die durch die Sinne vermittelte Erfahrung ist. Für Leibniz gehört die nicht ableitbare Präsenz von Grundbegriffen wie Sein, Möglichkeit und Selbigkeit sowie Grundtheoremen wie dem Satz vom Widerspruch, ohne die weder reines noch empirisches Wissen möglich wäre, zur Grundstruktur der intellektuellen Verfasstheit des Menschen vor aller sinnlich-empirisch vermittelten Datenaufnahme. Sie ist jeder Geistseele eingeschrieben. Bei diesen Ausführungen berief sich Leibniz ausdrücklich auf Platon.
Kant verneinte die Frage, ob es angeborene Vorstellungen gebe, und gestand nur zu, dass Fähigkeiten zum Hervorbringen von Vorstellungen angeboren seien. Zum metaphysischen Aspekt der platonischen Anamnesis-Lehre bemerkte er, Platon sei über die reine Vernunft und die von ihr ermöglichten mathematischen Einsichten in eine Verwunderung versetzt worden, die ihn bis zu dem schwärmerischen Gedanken fortriß, alle diese Kenntnisse nicht für neue Erwerbungen in unserm Erdeleben, sondern für bloße Wiederaufweckung weit früherer Ideen zu halten. Darin zeige sich sein philosophischer Geist, denn ein bloßer Mathematiker wäre nicht in solche Verwunderung geraten.

### Moderne
In der Moderne hat die Anamnesis unter dem Aspekt der Bewusstmachung des Unbewussten philosophisches Interesse erweckt; als Begründung für die metaphysische Behauptung einer körperfreien Existenz der Seele wird sie philosophisch nicht mehr in Betracht gezogen.
Hegel verwarf die Anamnesis, insoweit sie als Reproduktion einer Vorstellung, die man schon früher hatte, aufgefasst wird. Er akzeptierte sie aber in dem Sinne, dass der Geist, der das Allgemeine (die Gattung) erfasst, nicht etwas Fremdes, Äußerliches aufnimmt, sondern in sich geht und zum Bewusstsein seines Inneren, seines eigenen Wesens gelangt. Das sei eine „Erinnerung“ in einem etymologischen Sinne: Sich-innerlich-machen, Insichgehen; dies ist der tiefe Gedankensinn des Worts. Auch Schelling knüpfte an das platonische Konzept an und wandelte es um. Er schrieb 1827, es sei die Aufgabe der Philosophie, das Ich des Bewusstseins mit Bewusstsein zu sich selbst kommen zu lassen. Insofern sei die Philosophie für das Ich nichts anderes als eine Anamnese, Erinnerung dessen, was es in seinem allgemeinen (seinem vorindividuellen) Seyn gethan und gelitten hat. Dieses Ergebnis seiner Überlegungen stimme in gewisser Hinsicht mit bekannten Platonischen Ansichten überein. Platons Theorie habe allerdings zum Teil einen anderen Sinn und sei nicht ohne eine gewisse Zuthat von Schwärmerischem.
Karl Popper sieht in der Anamnesis-Hypothese eine zu optimistische Erkenntnistheorie. Sie sei überaus optimistisch, da sie zum Lernen, zur Forschung und zum Entdecken ansporne und auch einem Sklaven den Zugang zu Wissen eröffne. Damit stehe sie der zu pessimistischen Erkenntnistheorie des Höhlengleichnisses gegenüber, wonach nur einige Auserwählte den Zustand wahrer Erkenntnis erreichen könnten. Die Anamnesis-Theorie habe zum revolutionären und utopischen Rationalismus von Descartes geführt, die Theorie des Höhlengleichnisses hingegen zum Glauben an Autorität und Tradition. Beide entsprächen nicht der Wahrheit, sondern diese liege zwischen ihnen. Zwar treffe die Annahme eines angeborenen Wissens zu, doch sei die Anamnesis-Theorie irriger als das pessimistische Höhlengleichnis, denn es gebe kein Kriterium der Wahrheit, sondern nur Anzeichen des Irrtums (Kritischer Rationalismus).